# 145 (liczba)
145 (sto czterdzieści pięć) – liczba naturalna następująca po 144 i poprzedzająca 146.

## W matematyce
- 145 jest liczbą pięciokątną[1]
- 145 jest liczbą Ulama[2]
- 145 jest liczbą Leylanda (34 + 43)[3]
- 145 jest piątą liczbą będącą sumą dwóch kwadratów na dwa różne sposoby (122 + 12, 82 + 92)
- 145 = 1! + 4! + 5! (pozostałymi liczbami o takiej własności są 1, 2 i 40585)
- 145 jest palindromem liczbowym, czyli może być czytana w obu kierunkach, w pozycyjnym systemie liczbowym o bazie 9 (171) oraz bazie 12 (101)
- 145 należy do ośmiu trójek pitagorejskich (17, 144, 145), (24, 143, 145), (87, 116, 145), (100, 105, 145), (145, 348, 377), (145, 408, 433), (145, 2100, 2105), (145, 10512, 10513).

## W nauce
- liczba atomowa unquadpentium (niezsyntetyzowany pierwiastek chemiczny)
- galaktyka NGC 145
- planetoida (145) Adeona
- kometa krótkookresowa 145P/Shoemaker-Levy

## W kalendarzu
145. dniem w roku jest 25 maja (w latach przestępnych jest to 24 maja). Zobacz też co wydarzyło się w roku 145, oraz w roku 145 p.n.e.